# Acacia gracillima
Acacia gracillima är en ärtväxtart som beskrevs av Mary Douglas Tindale. Acacia gracillima ingår i släktet akacior, och familjen ärtväxter. Inga underarter finns listade i Catalogue of Life.